# شکنندگی نیکی
شکنندگیِ نیکی یا آسیب‌پذیریِ خوبی (به انگلیسی: The Fragility of Goodness) یک کتاب فلسفی نوشته مارتا نوسبام است که به موضوعات فلسفی مانند معنای زندگی از طریق گفتگو با فیلسوفان باستانی مانند ارسطو می‌پردازد. نوسبام در بسیاری از آثار دیگرش نیز توجه زیادی به ارسطو دارد. این کتاب در سال ۱۹۸۶ منتشر شده‌است.

## بررسی‌ها
پاتریک اوسالیوان (۲۰۰۲)، نقد کلاسیک بریان ماور.